# BYE! MY BOY!
「BYE! MY BOY!」（バイ! マイ・ボーイ!）は、1999年12月1日に発売されたthe brilliant greenの9枚目のシングル。発売元はソニーレコード。

## 解説
カップリングには過去に発売されたシングル曲のデモバージョン（奥田俊作が自宅で録音したもの）を収録。川瀬智子がDJを務めるラジオ番組で「There will be love there -愛のある場所-」のデモ音源を1コーラス流したところ問い合わせが殺到し、収録することになった。

## 収録曲
1. BYE! MY BOY!
（作詞:川瀬智子 作曲:奥田俊作 編曲:the brilliant green）
2. There will be love there -愛のある場所- (Demo)
（作詞:川瀬智子 作曲:奥田俊作 編曲:the brilliant green）
3. 長いため息のように (Demo)
（作詞:川瀬智子 作曲:奥田俊作 編曲:the brilliant green）
4. BYE! MY BOY! (Backing Track)

## 収録アルバム
- TERRA2001（#1）
- complete single collection '97-'08 (#1)